# Белое Озеро (Майнский район)
Белое Озеро — село в Майнском районе Ульяновской области в составе Игнатовского городского поселения.

## География
Находится на берегу Белого озера, на расстоянии примерно 27 километров на юг по прямой от районного центра поселка Майна.

## История
Село основано в конце XVII века, предположительно солдатами Выборного полка, несшего службу на Симбирско-Карсунской засечной черте.
В 1780 году, при создании Симбирского наместничества, село Белое Озеро, при Белом озере, помещиковых крестьян, в сем же селе живут числящиеся по ревизии помещичьи крестьяне под названиями в деревне Мошинской, в деревне Дедешевке, в деревне Мошенской, вошло в состав Тагайского уезда. С 1796 года — в  Сенгилеевском уезде Симбирской губернии.
В 1814 году помещиками Бабиными был построен каменный храм, а в 1891 году расширен помещиком Исаковым. Престолов в нём три: главный — в честь Казанской иконы Божией Матери, в правом приделе — во имя Святителя и Чудотворца Николая и в левом — во имя св. великомученицы Екатерины. В селе есть каменная часовня.
В 1859 году село Белолебяжье Озеро (Белое Озеро) во 2-м стане, на коммерческом тракте из г. Карсуна в г. Сызрань, имелась православная церковь.
Накануне крестьянской реформы 1861 года в селе было 212 дворов и 1231 житель, в 1913 году 215 дворов и 1498 жителей. Тогда была еще Казанская церковь, возведенная в 1814 году, школа и ремесленное училище.
В 1862 году была открыта земская школа. Церковно-приходское попечительство открыто в 1867 году, а церковно-приходская школа была открыта в 1889 году, помещались в собственном здании.
На 1900 год на Белом озере существовали 3 селения: с. Белое Озеро, с-цо Дедяшевка,  дер. Мошино.
В 1908 году в селе Белое Озеро Сенгилеевского уезда Симбирской губернии по проекту А. А. Шодэ, на средства местной помещицы ротмистрши О. А. Исаковой был выстроен комплекс ремесленной школы.
В 1928 — 1930 годах село входило в Поповский район Ульяновского округа Средневолжской области, с 1929 г. — Средневолжского края. В 1930 году село вошло в состав Майнского района.
В советское время работали колхозы «Памяти Ленина» и «Ленинский Призыв».
В 1990-е годы работало отделение СПК «Родниковые Пруды».

## Население
Население составляло 620 человек в 2002 году (русские 91%), 431 по переписи 2010 года.

## Галерея

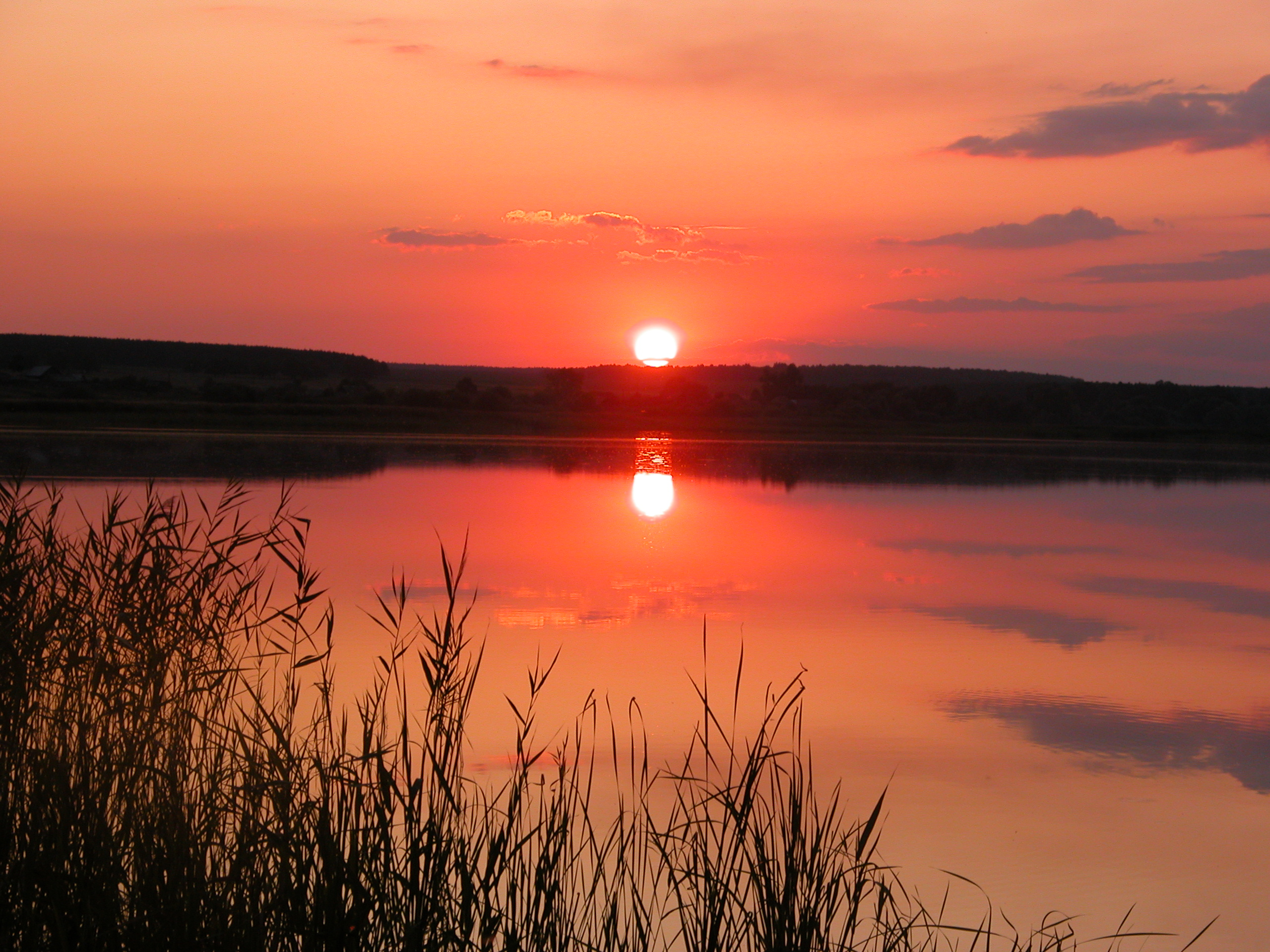
Закат на Белом озере.
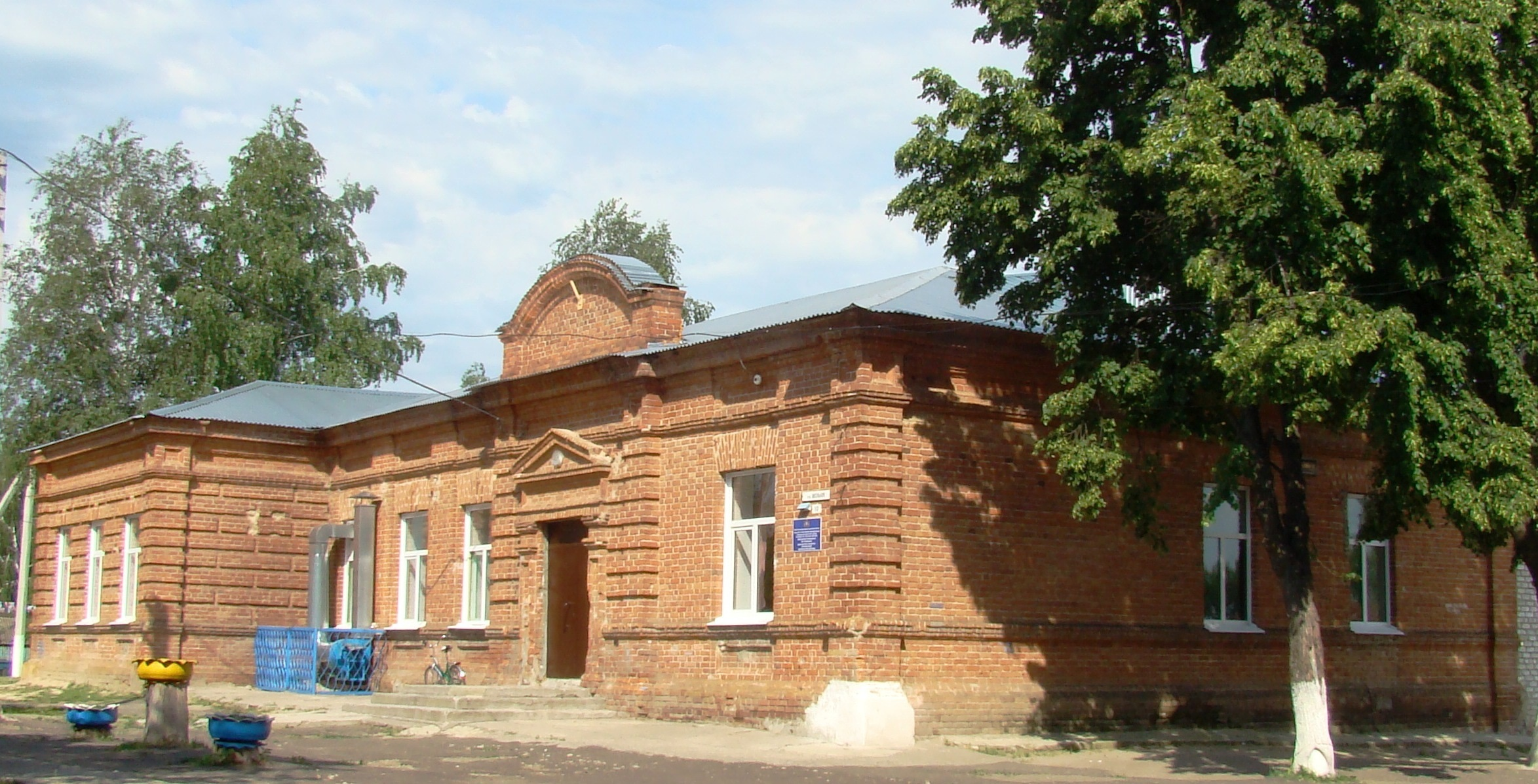
Один из корпусов бывшего ремесленного училища в с. Белое Озеро.